# Bau (mitologia)

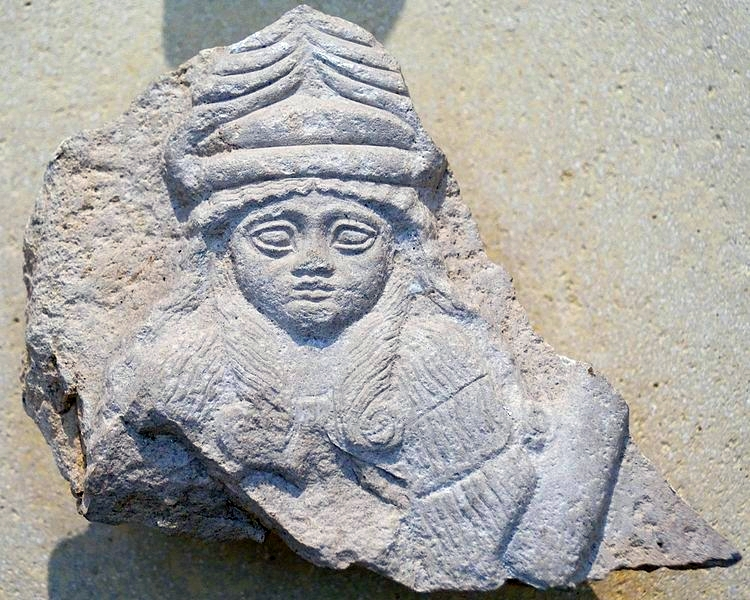
Busto de uma deusa, talvez Bau, usando um boné com chifres. Calcário, período Neosumério (2150-2100 AC). De Telloh, Guirsu antiga, Louvre

Bau (ou ainda Babu, Bawa ou Baba, um nome que tem origem provavelmente onomatopeica do latido de um cão) era uma divindade suméria feminina.
Textos encontrados em as ruínas de Lagas, datados do reinado do reformador Urucaguina (2364 a.C. - 2342 a.C.) revelam que sua esposa Sasa realizara negócios em nome da rica "casa da deusa Bau".

## Mito
A deusa controlava a fertilidade no solo, em animais e pessoas.
Em Lagas dizia-se ser esposa do guerreiro Ninguirsu (Cavaleiro de Guirsu) e era a responsável pela irrigação e fertilidade do solo; noutras partes era casada com Zababa, um guerreiro do norte.

## Adoração
Bau/Babu tinha sua adoração como principal deusa nas três maiores cidades da área de Lagas: além dela própria, em Guirsu e em Nimen.
O famoso rei de Lagas, Gudea, se intitulava "Filho de Bau". Nesta época foi tida como filha do deus An (o Anu semita), que encabeçava o panteão dos deuses locais.
Protetora de Guirsu, tinha ali um grande templo, chamado E-tar-sirsir, mesmo nome do seu templo em Lagas.
Seu festival em Lagas, que durava quatro dias, ocorria durante o outono. Peregrinos acorriam de várias cidades, trazendo oferendas e - tanto reis como pessoas do povo - ofereciam sacrifícios aos antepassados, venerando assim aos mortos. Já em Guirsu seus festejos ocorriam no ano-novo, onde era encenado o "matrimônio divino" entre a deusa e Ninguirsu.